# Política exterior de Nicaragua

Nicaragua sigue una política exterior alineada con Rusia y la República Popular China. Como participante de la Comisión de Seguridad Centroamericana (CSC), Nicaragua también ha asumido un papel de liderazgo en la presión por la desmilitarización regional y la resolución pacífica de disputas dentro de los estados de la región.
Nicaragua ha presentado tres disputas territoriales, una con Honduras, otra con Colombia y la tercera con Costa Rica a la Corte Internacional de Justicia para su resolución.

## Membresía internacional
En la Cumbre de las Américas de 1994 , Nicaragua se unió a seis vecinos centroamericanos para firmar la Alianza para el Desarrollo Sostenible , conocida como Conjunta Centroamérica-EE. UU. o CONCAUSA, para promover el desarrollo económico sostenible en la región.
Nicaragua pertenece a las Naciones Unidas y varios organismos especializados y afines, entre ellos:
- Banco Mundial
- Fondo Monetario Internacional (FMI)
- Organización Mundial del Comercio (OMC)
- Organización de las Naciones Unidas para la Educación, la Ciencia y la Cultura (UNESCO)
- Organización Mundial de la Salud (OMS)
- Organización para la Agricultura y la Alimentación (FAO)
- Organización Internacional del Trabajo (OIT)
- Comisión de Derechos Humanos de la ONU (UNHRC)
- Organización de los Estados Americanos (OEA)
- Movimiento de Países No Alineados (NAM)
- Comisión Internacional de Energía Atómica (OIEA)
- Banco Interamericano de Desarrollo (BID)
- Mercado Común Centroamericano (MCCA)
- Banco Centroamericano de Integración Económica (BCIE).
- Alianza Bolivariana para las Américas (ALBA)
- Comunidad del Caribe (CARICOM)
- Asociación de Estados del Caribe (AEC)
- Comunidad de Estados Latinoamericanos y Caribeños (CELAC)
- Sistema Económico Latinoamericano (SELA)
- Sistema de la Integración Centroamericana (SICA)

## Disputas internacionales
Artículo principal: Disputas territoriales de Nicaragua
- Controversias territoriales con Colombia por el Archipiélago de San Andrés y Providencia y el Banco de Quita Sueño con respecto a la cuestión del límite marítimo en el Golfo de Fonseca . La CIJ se refirió a la línea determinada por la Comisión Mixta de Límites Honduras-Nicaragua de 1900 y advirtió que probablemente se requeriría alguna resolución tripartita entre El Salvador , Honduras y Nicaragua;
- Disputa de límites marítimos con Honduras en el Mar Caribe.
- Nicaragua es soberana sobre el Río San Juan, y por tratado Costa Rica tiene derecho a navegar sobre parte del río con 'objetos de comercio'. Una disputa surgió cuando Costa Rica intentó navegar con miembros armados de sus fuerzas de seguridad.

## Relaciones internacionales con organizaciones intergubernamentales y países
Nicaragua firmó una Facilidad para el Crecimiento y la Reducción de la Pobreza (PRGF) de 3 años con el Fondo Monetario Internacional (FMI) en octubre de 2007. Como parte del programa del FMI, el Gobierno de Nicaragua acordó implementar políticas de libre mercado vinculadas a objetivos de disciplina fiscal, gasto en pobreza y regulación energética. La falta de transparencia en torno a la asistencia bilateral venezolana , canalizada a través de empresas estatales en lugar del presupuesto oficial, se ha convertido en un problema grave para el FMI y los donantes internacionales. El 10 de septiembre de 2008, con dudas sobre la transparencia fiscal, el FMI liberó $30 millones adicionales a Nicaragua, el segundo tramo de su SCLP de $110 millones.
Las fallidas elecciones municipales de noviembre de 2008 llevaron a varios donantes europeos a suspender el apoyo presupuestario directo a Nicaragua, una medida que generó un grave déficit presupuestario para el gobierno. Este déficit, a su vez, hizo que el Gobierno de Nicaragua no cumpliera con sus obligaciones SCLP y condujo a una suspensión de los desembolsos SCLP. El FMI se encuentra actualmente en negociaciones con el Gobierno de Nicaragua para restablecer los desembolsos. 
Bajo el actual presidente Daniel Ortega , Nicaragua se ha mantenido al día con el Tratado de Libre Comercio Centroamérica-República Dominicana , que entró en vigor para Nicaragua el 1 de abril de 2006. Nicaragua exporta a los Estados Unidos , que representan el 59% de las exportaciones totales de Nicaragua, fueron $1.7 mil millones en 2008, un 45% más que en 2005. Los textiles y prendas de vestir representan el 55% de las exportaciones a los Estados Unidos , mientras que los arneses de cableado para automóviles agregan otro 11%. 
Otros productos de exportación destacados son el café , la carne , los cigarros , el azúcar , el etanol y las frutas y verduras frescas , todos los cuales han experimentado un crecimiento notable desde la entrada en vigor del CAFTA-DR . Las principales exportaciones nicaragüenses también demostraron una mayor diversidad, con 274 nuevos productos enviados a los Estados Unidos en el primer año. Mientras tanto, las exportaciones estadounidenses a Nicaragua fueron de $1.100 millones en 2008, un 23% más que en 2005. Otros socios comerciales importantes para Nicaragua son sus vecinos centroamericanos, México y la Unión Europea . Nicaragua está negociando un acuerdo comercial con elUnión Europea como parte de un bloque centroamericano. 
A pesar de las importantes protecciones para la inversión incluidas en el CAFTA-DR , el clima de inversión se ha vuelto relativamente inseguro desde que Ortega asumió el cargo. Según el Departamento de Estado de Estados Unidos, la decisión del presidente Ortega de apoyar a "regímenes radicales" como Irán y Cuba , su dura retórica contra Estados Unidos y el capitalismo, y su uso de las instituciones gubernamentales para perseguir a los enemigos políticos y sus negocios, ha tenido un efecto negativo en la percepción del riesgo país, que según algunos se ha cuadruplicado desde que asumió el cargo. El gobierno informa que las entradas de inversión extranjera totalizaron $506 millones en 2008, incluidos $123 millones en infraestructura de telecomunicaciones y $120 millones en generación de energía. 
Hay más de 100 empresas que operan en Nicaragua con alguna relación con una empresa estadounidense, ya sea como subsidiarias de propiedad total o parcial, franquicias o distribuidores exclusivos de productos estadounidenses. Los más grandes se encuentran en energía, servicios financieros, textiles/ropa, manufactura y pesca. Sin embargo, muchas empresas en el sector textil/confección, incluida una fábrica de mezclilla estadounidense de $100 millones , cerraron en 2017. 
La mala aplicación de los derechos de propiedad desalienta la inversión extranjera y nacional, especialmente en el desarrollo inmobiliario y el turismo . Los reclamos conflictivos y la débil aplicación de los derechos de propiedad han provocado disputas y litigios sobre la propiedad. Establecer un historial de títulos verificables a menudo se enreda en legalidades relacionadas con la expropiación de 28,000 propiedades por parte del gobierno revolucionario que encabezó Ortega en la década de 1980. La situación no se ve favorecida por un sistema judicial que se considera corrupto y sujeto a la influencia política. 
Las incautaciones ilegales de propiedad por parte de particulares, ocasionalmente en colaboración con funcionarios municipales corruptos, a menudo no son cuestionadas por las autoridades, especialmente en las regiones del Atlántico y del interior del norte, donde los derechos de propiedad están mal definidos y el estado de derecho es débil. El interés de inversionistas extranjeros a lo largo de la costa del Pacífico ha motivado a algunas personas sin escrúpulos a impugnar los derechos de propiedad en los Departamentos de Rivas y Chinandega , con la esperanza de lograr algún tipo de liquidación en efectivo. 
En octubre de 2022, la Unión Europea declaró non grata a la representante de Nicaragua, Zoila Müller.

## Relaciones bilaterales
| País                     | Establecimiento de relaciones diplomáticas            | notas |
| ------------------------ | ----------------------------------------------------- | --- |
| Argentina                |                                                       | - Argentina tiene una embajada en Managua . - Nicaragua tiene una embajada en Buenos Aires . |
| Armenia                  |                                                       | Ambos países establecieron relaciones diplomáticas el 6 de julio de 1994. |
| Azerbaiyán               | 23 de noviembre de 1994                               | - Azerbaiyán está representado en Nicaragua a través de su embajada en La Habana , Cuba. - Nicaragua está representada en Azerbaiyán a través de su embajada en Moscú , Rusia. |
| Belice                   |                                                       | - Belice está acreditado ante Nicaragua desde su embajada en la Ciudad de Guatemala. - Nicaragua está acreditada ante Belice desde su embajada en la ciudad de Guatemala. |
| Bolivia                  |                                                       | - Bolivia tiene una embajada en Managua. - Nicaragua tiene una embajada en La Paz . |
| Brasil                   |                                                       | - Brasil tiene una embajada en Managua. - Nicaragua tiene una embajada en Brasília . |
| Canadá                   |                                                       | - Canadá tiene una oficina de la embajada en Managua. - Nicaragua está acreditada ante Canadá desde su embajada en Washington D. C., Estados Unidos. |
| Chile                    |                                                       | - Chile tiene una embajada en Managua. - Nicaragua tiene una embajada en Santiago . |
| China                    | 1985 (Con la República Popular China)                 | Ver relaciones China-Nicaragua Nicaragua estableció relaciones diplomáticas del gobierno nacionalista de la China Republicana en 1930 pero mantuvo relaciones luego de que el gobierno central de la República de China se retirara a Taiwán luego de declarar el establecimiento de la República Popular China en 1949. Luego de que el Frente Sandinista de Liberación Nacional tomara el poder en 1979, Nicaragua reconoció a la República Popular China el 7 de diciembre de 1985 hasta el 9 de noviembre de 1990 cuando el FSLN fue derrotado y reanudó relaciones con la República de China, que continuaron bajo la presidencia de Daniel Ortega desde 2007. El 9 de diciembre de 2021, Nicaragua reanudó relaciones con la República Popular China. |
| Colombia                 |                                                       | Ver relaciones Colombia-Nicaragua La relación entre los dos países latinoamericanos ha evolucionado en medio de conflictos por las islas de San Andrés y Providencia ubicadas en el Caribe cerca de la costa nicaragüense y los límites marítimos de 150.000 km 2 que incluían las islas de San Andrés , Providencia y Santa Catalina y el los bancos de Roncador , Serrana, Serranilla y Quitasueño , así como el meridiano 82 oeste diseñado arbitrariamente que Colombia reclama como frontera, pero que la Corte Internacional se ha puesto del lado de Nicaragua al negarlo. El archipiélago ha estado bajo control colombiano desde 1931 cuando se firmó un tratado durante la ocupación estadounidense de Nicaragua, dando a Colombia el control sobre las islas. - Colombia tiene una embajada en Managua. - Nicaragua tiene una embajada en Bogotá . |
| Costa Rica               |                                                       | - Costa Rica tiene una embajada en Managua y un consulado general en Chinandega . - Nicaragua tiene una embajada en San José y consulados generales en Ciudad Quesada , Limón y Sarapiquí . |
| Cuba                     |                                                       | - Cuba tiene una embajada en Managua. - Nicaragua tiene una embajada en La Habana . |
| Dinamarca                |                                                       | Ver relaciones Dinamarca-Nicaragua - Dinamarca está acreditada ante Nicaragua desde su embajada en la Ciudad de México, México. - Nicaragua está acreditada ante Dinamarca desde su embajada en Helsinki, Finlandia. |
| El Salvador              |                                                       | - El Salvador tiene una embajada en Managua. - Nicaragua tiene una embajada en San Salvador . |
| Finlandia                |                                                       | Ver relaciones Finlandia-Nicaragua Finlandia es un importante donante de ayuda a Nicaragua. En 2007, la ayuda total ascendió a unos 14,5 millones de euros. La cooperación se centró en el desarrollo rural, la atención de la salud y el apoyo al gobierno local. En 1992, el gobierno finlandés anunció un programa de ayuda de 27,4 millones de dólares estadounidenses. En 2006, el gobierno de Finlandia comprometió 4,9 millones de euros para ayudar al gobierno de Nicaragua a integrar los sistemas de TIC de 20 municipios. En 2008, el gobierno finlandés revocó un paquete de ayuda de 1,95 millones de euros destinado a Nicaragua en protesta por lo que alegaba era una falta de transparencia en el presupuesto nacional de Nicaragua y sus elecciones municipales. En 2004, la presidenta finlandesa , Tarja Halonen, visitó Nicaragua donde declaró: "El gobierno y el parlamento finlandeses han decidido que Nicaragua es uno de los principales objetivos de la ayuda finlandesa para el desarrollo. Sin embargo, la visita ha demostrado que Finlandia no solo está dando dinero: también está interesado en lo que está pasando aquí". El presidente finlandés también pronunció un discurso ante la Asamblea Nacional de Nicaragua el 31 de mayo de 2004. En 2003, los dos países firmaron el Acuerdo para la Promoción y Protección Recíproca de Inversiones> En febrero de 2012, Finlandia tomó la decisión de detener la ayuda al desarrollo a Nicaragua. La razón principal fue la preocupación por el estado de la democracia en Nicaragua. - Finlandia está acreditada ante Nicaragua desde su embajada en la Ciudad de México, México. - Nicaragua tiene un consulado honorario en Helsinki . |
| Georgia                  | Relaciones diplomáticas cortadas en noviembre de 2008 | Ver relaciones Georgia-Nicaragua - Las relaciones diplomáticas nicaragüense-georgianas se establecieron el 19 de septiembre de 1994 y finalizaron el 29 de noviembre de 2008. El Ministerio de Relaciones Exteriores de Georgia dijo que había cortado los lazos diplomáticos con Nicaragua en respuesta al reconocimiento de la independencia de Osetia del Sur y Abjasia por parte de este último . - |
| Grecia                   |                                                       | Ver relaciones Grecia-Nicaragua - Grecia está acreditada ante Nicaragua a través de su embajada en la Ciudad de México, México. - Nicaragua está acreditada ante Grecia a través de su embajada en Roma, Italia. |
| Guatemala                |                                                       | - Guatemala tiene una embajada en Managua. - Nicaragua tiene una embajada en Ciudad de Guatemala . |
| Guayana                  | 23 de noviembre de 1981                               | - Ambos países establecieron relaciones diplomáticas el 23 de noviembre de 1981. - Ambos países son miembros de pleno derecho de la Organización de los Estados Americanos . |
| Ciudad del Vaticano      | Relaciones diplomáticas cortadas en 2023              | Ver relaciones Santa Sede-Nicaragua - Santa Sede Nunciatura Apostólica en Managua hasta el 2023. - Nicaragua tiene una embajada en Roma ante la Santa Sede hasta 2023. |
| Honduras                 |                                                       | - Honduras tiene una embajada en Managua. - Nicaragua tiene una embajada en Tegucigalpa . |
| Países Bajos             | Relaciones diplomáticas cortadas en 2022              | Ver relaciones Holanda-Nicaragua. |
| India                    |                                                       | Ver relaciones India-Nicaragua - India tiene un consulado honorario en Managua. - Nicaragua tiene consulado honorario en Nueva Delhi y en Mumbai . |
| Irán                     |                                                       | - Irán tiene una embajada en Managua. - Nicaragua tiene una embajada en Teherán |
| Israel                   |                                                       | Israel era el último país que todavía enviaba armas al asediado régimen de Anastacio Somoza en 1978-1979 (el padre del dictador había apoyado a Israel en 1948, estableciendo una "relación especial" entre Nicaragua e Israel), convirtiéndose en el principal proveedor de armas del régimen, después de la administración Carter había cortado los suministros en medio de la protesta pública por las atrocidades de las tropas somozistas. Esto agrió las relaciones con el gobierno sandinista; luego, las relaciones se normalizaron gradualmente. En marzo de 2017, Nicaragua e Israel restablecieron relaciones diplomáticas luego de que fueran suspendidas en 2010. |
| México                   | 1838                                                  | Ver relaciones México-Nicaragua - México tiene una embajada en Managua. - Nicaragua tiene una embajada en la Ciudad de México y un consulado en Tapachula . |
| Panamá                   |                                                       | - Nicaragua tiene una embajada en la Ciudad de Panamá . - Panamá tiene una embajada en Managua. |
| Unión Soviética- · Rusia | diciembre de 1944                                     | Ver relaciones Nicaragua-Rusia Ambos países firmaron misiones diplomáticas el 18 de octubre de 1979, pocos meses después de la revolución sandinista. El presidente Vladímir Putin visitó Nicaragua el 12 de julio de 2014. - Nicaragua tiene una embajada en Moscú . - Rusia tiene una embajada en Managua. |
| Corea del Sur            | enero de 1962                                         | El establecimiento de relaciones diplomáticas entre la República de Corea y la República de Nicaragua se inició en enero de 1962. - Nicaragua tiene una embajada en Seúl . - Corea del Sur tiene una embajada en Managua. |
| España                   | 20 de marzo de 1851                                   | Ver relaciones Nicaragua-España - Nicaragua tiene una embajada en Madrid . - España tiene una embajada en Managua. - Ambos países son miembros de pleno derecho de la Asociación de Academias de la Lengua Española y de la Organización de Estados Iberoamericanos - Nicaragua fue una colonia de España desde el siglo XVI, Nicaragua se independizó de España en 1821. - Nicaragua estuvo en una coalición liderada por España durante la guerra de Irak la Fuerza Multinacional - Irak entre 2003 hasta 2004. |
| Suiza                    | 1956                                                  | Oficina de Cooperación Suiza en Managua Las relaciones con Nicaragua y Suiza se centran en la cooperación al desarrollo, la ayuda humanitaria y el comercio. - Nicaragua está acreditada ante Suiza desde su embajada en Berlín , Alemania . - Suiza está acreditada ante Nicaragua desde su embajada en San José, Costa Rica y mantiene una oficina de cooperación suiza en Managua. |
| Túnez                    | 2 de julio de 2019                                    | El establecimiento de relaciones diplomáticas entre la República de Túnez y la República de Nicaragua se inició el 2 de julio de 2019. |
| Turquía                  | 11 de noviembre de 1926                               | Ver relaciones Nicaragua-Turquía - La embajada de Turquía en San José, Costa Rica está acreditada ante Nicaragua. - La embajada de Nicaragua en Berlín está acreditada ante Turquía. - El volumen de comercio entre los dos países fue de US$11,6 millones en 2019 (exportaciones/importaciones de Nicaragua: 0,5/11,1 millones de USD). |
| Estados Unidos           | 1824; 1849                                            | Ver relaciones Nicaragua-Estados Unidos Embajada de Nicaragua en Washington D. C. - Nicaragua tiene una embajada en Washington D. C. y consulados generales en Los Ángeles , Houston , Miami , Nueva York y San Francisco . - Estados Unidos tiene una embajada en Managua. |
| Uruguay                  | 1849                                                  | Ver relaciones Nicaragua-Uruguay Embajada de Nicaragua en Montevideo - Nicaragua tiene una embajada en Montevideo . - Uruguay está acreditado ante Nicaragua desde su embajada en San José, Costa Rica . |
| Venezuela                | 1979                                                  | Venezuela y Nicaragua han tenido relaciones diplomáticas desde enero de 1979. Durante el gobierno venezolano de Carlos Andrés Pérez , ayudaron al FSLN a derrocar al régimen del dictador nicaragüense Anastasio Somoza Debayle . Las relaciones entre Nicaragua y Venezuela han mejorado significativamente durante la Presidencia de Hugo Chávez . En 2007 Nicaragua se convirtió en miembro formal de la organización de cooperación internacional Alianza Bolivariana para las Américas (ALBA) y de la alianza petrolera caribeña Petrocaribe. En los últimos años Nicaragua ha recibido petróleo con descuento de Venezuela con pagos bajos. Los presidentes de Venezuela y Nicaragua, el presidente Hugo Chávez y el presidenteDaniel Ortega , ambos se han descrito a sí mismos como buenos amigos y han visitado las naciones del otro. - Nicaragua tiene una embajada en Caracas . - Venezuela tiene una embajada en Managua. |

### Estados con reconocimiento limitado
La siguiente tabla incluye la República de China , Georgia y algunos de los estados con reconocimiento limitado :
| Nombre                               | Reconocido por Nicaragua                 | notas |
| ------------------------------------ | ---------------------------------------- | --- |
| Abjasia                              |                                          | Ver relaciones Abjasia-Nicaragua Nicaragua reconoció a Abjasia y Osetia del Sur el 5 de septiembre de 2008. En una conferencia de prensa en noviembre de 2008, el canciller nicaragüense, Samuel Santos López , dijo: "Ciertamente, creemos que la decisión [de reconocer a Abjasia y Osetia del Sur independientes] fue justa y apropiada. A ellas [las repúblicas] se les debe dar tiempo para trámites internos. "Coordinaremos la posibilidad y los términos de las relaciones diplomáticas directas en un momento conveniente. Obviamente y lógicamente, estaremos actuando a través de nuestros amigos, probablemente Rusia, para establecer contactos y relaciones diplomáticas más estrechas [con las repúblicas]". |
| Palestina                            | Sí                                       | - Palestina tiene una embajada en Managua. - El canciller nicaragüense, Denis Moncada , expresó públicamente su solidaridad con el estado palestino y pidió "el fin de la ocupación israelí de los territorios palestinos" y la "liberación de los prisioneros palestinos". |
| República Árabe Saharaui Democrática | Sí                                       | Reconocido por 34 estados de la ONU , reclamado por Marruecos . |
| Osetia del Sur                       | Sí                                       | Ver relaciones Nicaragua-Osetia del Sur Nicaragua extendió el reconocimiento diplomático a Osetia del Sur y Abjasia el 5 de septiembre de 2008. Luego de que se anunció el reconocimiento, la Cancillería nicaragüense declaró que de inmediato establecería vínculos con Tsjinvali y finalmente nombraría un embajador en la república. [ cita requerida ] En conferencia de prensa en noviembre de 2008, el canciller de Nicaragua, Samuel Santos Lópezdijo: "Ciertamente, creemos que la decisión [de reconocer la independencia de Abjasia y Osetia del Sur] fue justa y apropiada. A ellas [las repúblicas] se les debe dar tiempo para las formalidades internas. Coordinaremos la posibilidad y los términos de las relaciones diplomáticas directas en un momento conveniente. Obviamente y lógicamente, estaremos actuando a través de nuestros amigos, probablemente Rusia, para establecer contactos más estrechos y relaciones diplomáticas [con las repúblicas]". El reconocimiento de Osetia del Sur por parte de Nicaragua provocó reacciones inmediatas de otros países involucrados en la disputa por el estatus de Osetia del Sur. Georgia respondió al reconocimiento simultáneo de Abjasia y Osetia del Sur por parte de Nicaragua cortando las relaciones diplomáticas con el estado centroamericano a fines de noviembre de 2008. Rusia ofreció fortalecer los lazos con Nicaragua y brindar ayuda a Nicaragua para ayudar a reconstruir las áreas dañadas por los huracanes. . El Secretario de Comercio de los Estados Unidos canceló un viaje planeado a Nicaragua, y el embajador de los Estados Unidos en Managua dijo: "No es el momento apropiado para la visita". |
| Orden Soberana y Militar de Malta    | sí                                       | Una entidad soberana sin territorio, estableció relaciones diplomáticas con 104 estados. |
| República de China                   | Relaciones diplomáticas cortadas en 2021 | Nicaragua solía mantener relaciones diplomáticas oficiales con Taiwán en lugar de la República Popular China. En 2007, el presidente Daniel Ortega afirmó que Nicaragua mantendrá sus lazos diplomáticos con Taiwán. Ortega defendió el derecho de Nicaragua de tener relaciones diplomáticas con Taiwán y China al mismo tiempo e insistió en que Nicaragua no romperá sus relaciones diplomáticas con Taiwán y el vicepresidente Jaime Morales Carazo (durante el primer mandato de Ortega) criticó a la República Popular China por condicionar la relaciones diplomáticas. Nicaragua mantuvo sus relaciones diplomáticas con Taiwán hasta 2021. El 9 de diciembre de 2021, Nicaragua rompió relaciones diplomáticas con la República de China y reconoció a la República Popular China como el gobierno chino legítimo. |